# Поджибонси

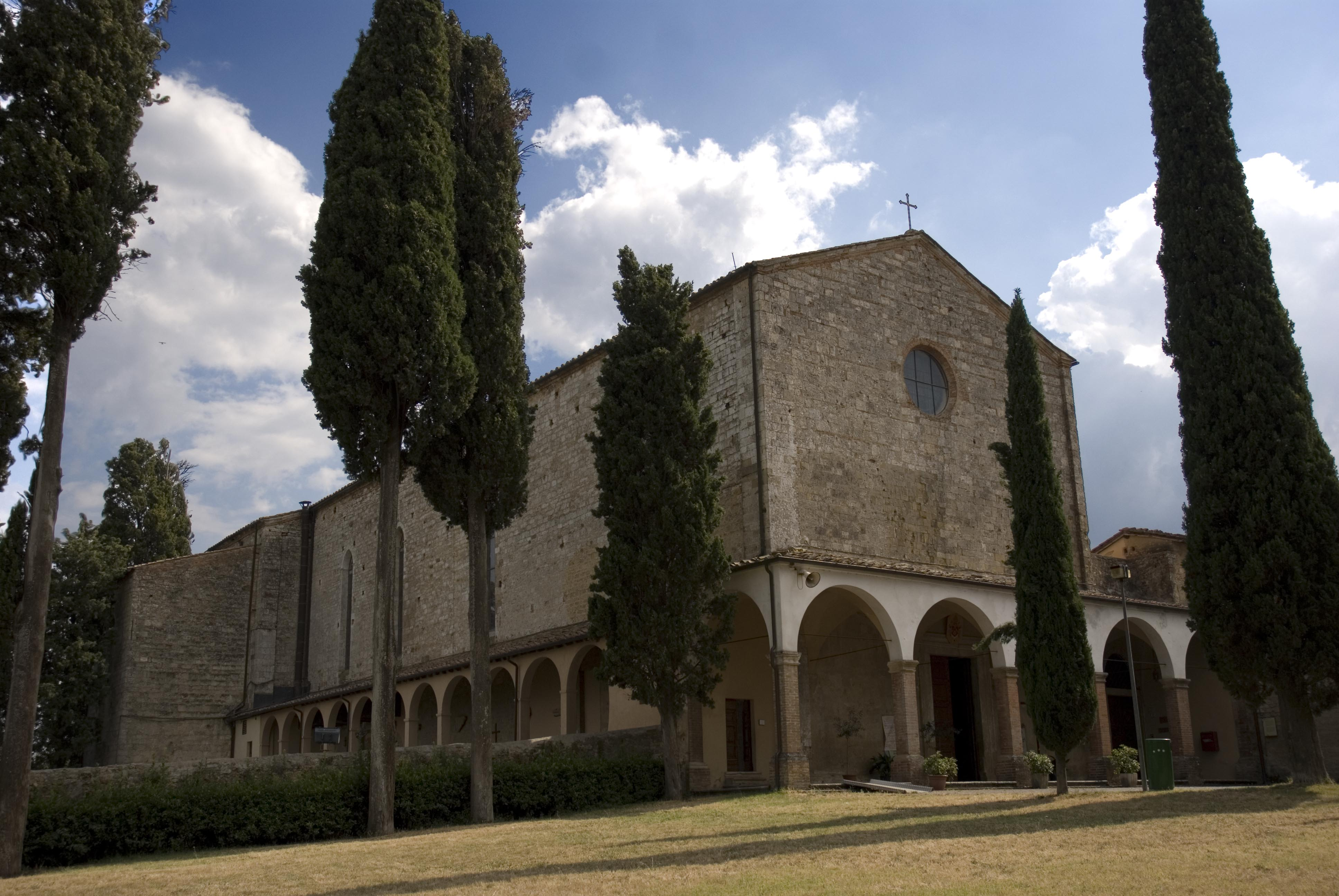
Монастырь Сан-Луккезе в Поджибонси.

Поджибо́нси (итал. Poggibonsi) — город в итальянской Тоскане, в провинции Сиена.

## История
В античные времена здесь уже существовали поселения этрусков. Считается, что город основали несколько римских солдат, выживших в битве Катилине (Catilina), которая произошла в Питеккио (Piteccio) в 62 году до н. э. В X веке город, оказавшийся на важном паломническом маршруте, носил название Борго ди Марте (Borgo di Marte), позже он был назван Борго Мартури (Borgo Marturi), и позже переименован в Борго Веккьо (Borgo Vecchio). Около 1010 года по соседству был основан соседний городок — Борго ди Камальдо (Borgo di Camaldo). Через городки проходила граница между самыми значимыми и вечно враждующими городами Тосканы — Сиеной и Флоренцией. Жители окрестных деревень начали строительство в 1155 г. нового укрепленного города. Имя Поджибоницио (Poggiobonizio) было образовано соединением слов «poggio», обозначающим «холм», и имени владельца этих мест Бониццо Сеньи (Bonizzo Segni).
Великолепный гибеллинский город, который, по мнению Виллани, был среди самых красивых городов Италии, просуществовал только 115 лет. Больше века флорентийцы добивались отторжения этой крепости в свою пользу. В конце концов, в 1270 году Поджибоницио был завоеван и разрушен неаполитанскими и флорентийскими армиями при поддержке французских солдат под предводительством Бертольдо Компаньони (Bertoldo Compagnoni) и Ги де Монфора. Горожан заставили спуститься с холма и поселиться на старом месте в Борго Мартури, а на месте крепости было запрещено возводить что-то ещё. Городская легенда гласит, что горожане сохранили и военное знамя города, так и не сдавшегося врагам.
По мирному соглашению 1293 года Поджибонси было присоединено к флорентийской территории. В 1313 году с приездом в Италию императора Генриха VII Люксембургского была предпринята попытка реконструировать Поджибониццио, с этого времени также называемое Поджио Империале (Poggio Imperiale). Это начинание прекратилось из-за внезапной смерти императора, случившейся в том же году, и город остается под влиянием Флоренции. В 1478 году здесь были построены впечатляющие военные фортификации в соответствии с желанием Лоренцо Великолепного по плану Джулиано и Антонио да Сангалло.
Во время Второй мировой войны Поджибонси перенес 56 авианалетов. Один из них, случившийся 29 декабря 1943 года, практически стер город с лица земли.

## Достопримечательности
- Крепость Поджо Империале XV века;
- Церковь Сан-Лоренцо (Chiesa di San-Lorenzo) XIV века;
- Коллегиальная церковь Святой Марии (Collegiata di Santa Maria Assunta), перестроенная в XIX веке;
- Монастырь францисканцев Сан-Луккезе (San Lucchese) XIV века с фресками XIV и XVI веков;
- Укреплённое поместье Маджоне (XII век), принадлежавшее тамплиерам, а затем госпитальерам.

## Транспорт
Железнодорожная станция Поджибонси на неэлектрифицированной железнодорожной ветке Эмполи-Сиена-Кьюзи носит двойное название Поджибонси/Сан-Джиминьяно, поскольку является ближайшей к популярному у туристов городу Сан-Джиминьяно. Поезда отправляются до станций Флоренция и Сиена.
Автобусным сообщением Поджибонси связан с Сан-Джиминьяно, Флоренцией, Сиеной и другими городами Тосканы.